# Ragöser Damm

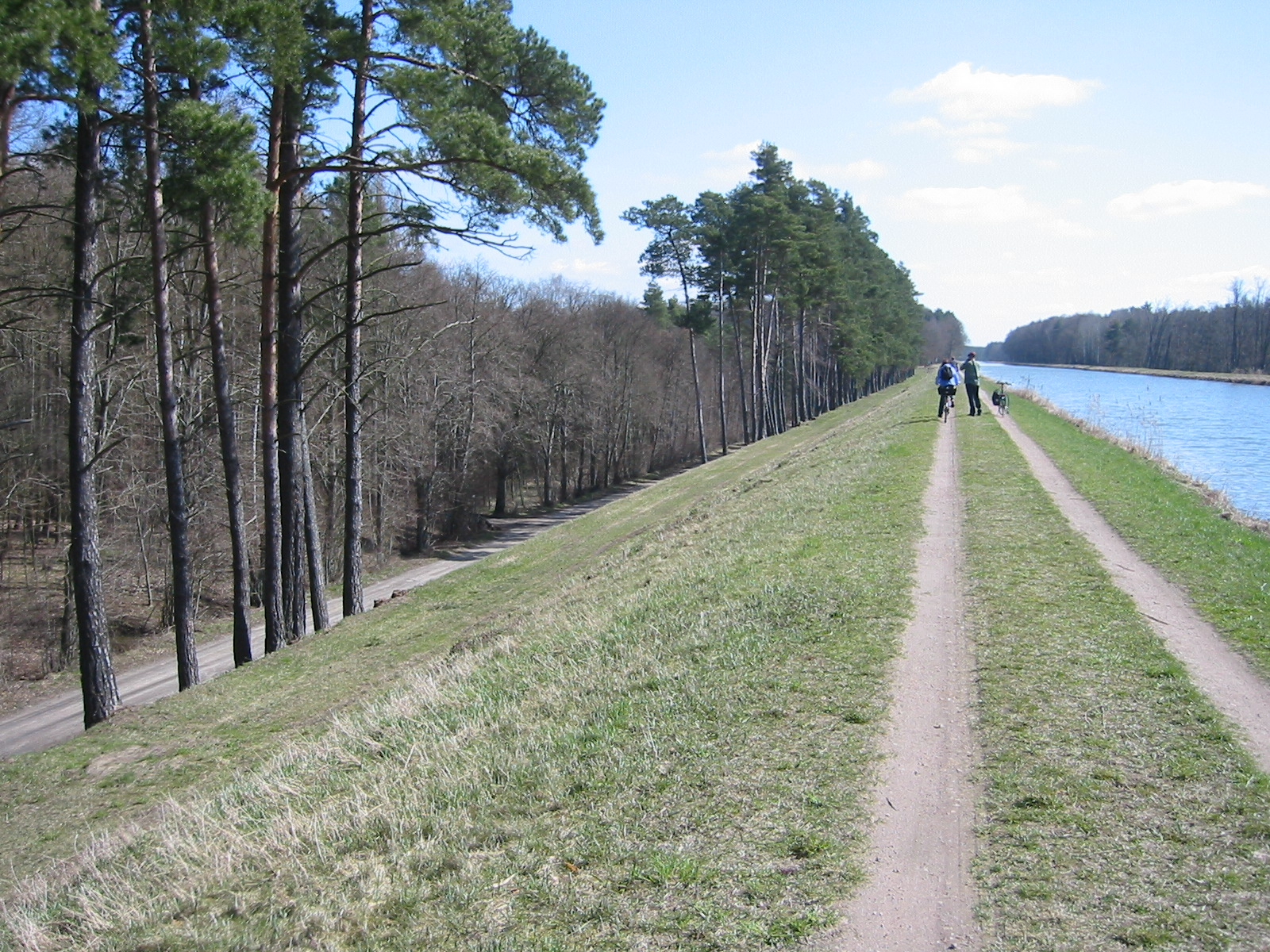
Ragöser Damm – Nordseite

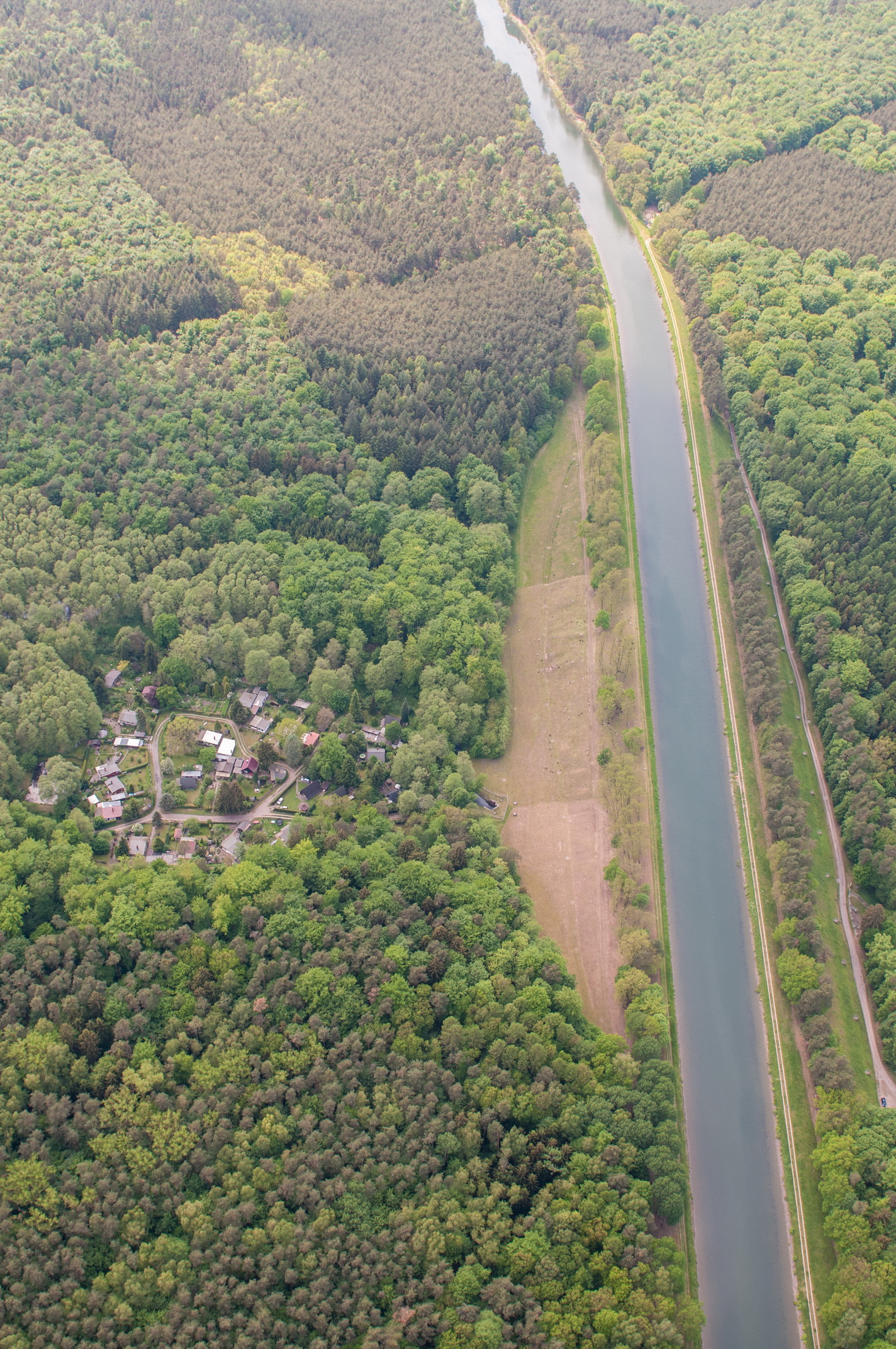
Luftaufnahme Ragöser Damm

Der Ragöser Damm ist ein Kanaldamm des Oder-Havel-Kanals (OHK 71,0 bis 71,8) im Nordosten von Eberswalde. Er ist mit 28,6 Meter Scheitelhöhe der höchste Kanaldamm der Welt.
Er hat eine Länge von 800 Meter und wurde im Zuge des Baus des Oder-Havel-Kanals im Jahr 1907–1911 errichtet, um den Höhenunterschied im Tal der Ragöse auszugleichen. Für den Damm wurden 1 Million Kubikmeter Boden aufgeschüttet.

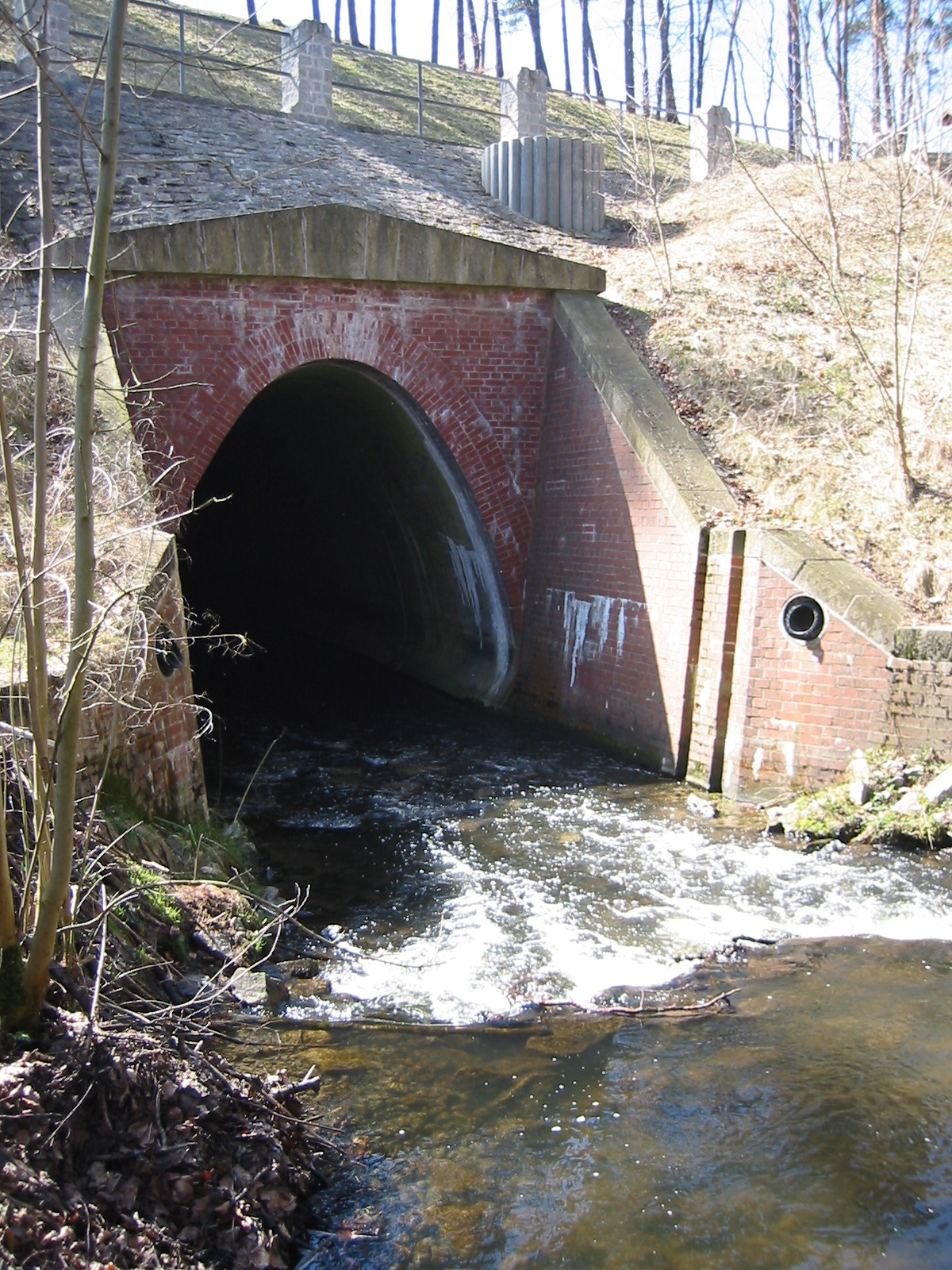
Ragöse-Durchfluss

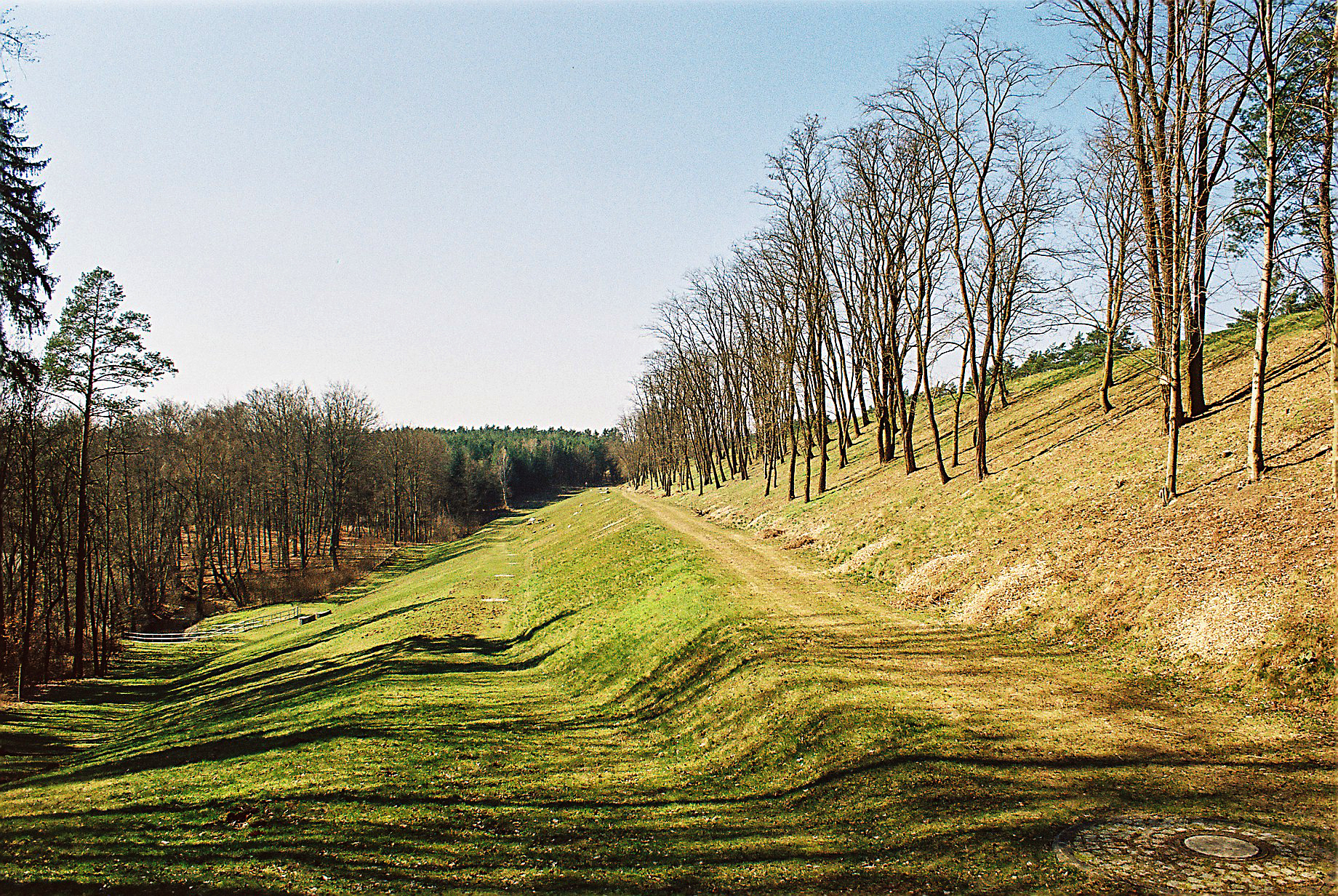
Hang an der Südseite

Ungefähr in der Mitte des Dammes (OHK 71,6) befindet sich der Durchlass der Ragöse, welcher bereits 1908 fertiggestellt wurde. Er hat ein Maulprofil, eine Breite von 4,20 Meter sowie eine Höhe von 4,30 Meter. Die Länge betrug ursprünglich 156,30 Meter. 38 Betonringe mit unterschiedlichen Stärken in Abhängigkeit zur Höhe der Überschüttung bilden die Röhre. Damals waren sogar Kahnfahrten durch die Tunnelröhre gestattet.
Von März 1997 bis Dezember 1998 wurden zusätzliche Sicherungsmaßnahmen (sogenannte Nachsorgemaßnahmen) am Damm durchgeführt, nachdem Dammstrecken anderer Bundeswasserstraßen Schadensfälle hatten und auch am Ragöser Damm Unzulänglichkeiten festgestellt wurden. Beidseits der Dammkrone wurden dazu 2473 Spundwände mit Längen von 8,25 Meter bis 20,25 Meter in den Damm eingepresst. Sie sollen Sickerwasser nach unten leiten. Weitere Wasserabführeinrichtungen wurden am Dammfuß angelegt, um im Bedarfsfall Wasser in die Ragöse einleiten zu können.
Des Weiteren wurden am Hang an der Südseite auf 400 Meter Länge ca. 16.000 Kubikmeter Boden aufgeschüttet. Der Ragöse-Durchlass wurde dabei auf 176,90 Meter verlängert, indem in den Durchlass 7,1 Meter eines insgesamt 27,7 Meter langen Stahlrohrs eingeschoben wurden.
Der Ragöser Damm ist heute ein technisches Baudenkmal.